# Hagia Tekla
Hagia Tekla (turecky Aya Tekla Kilisesi, starořecky Ἁγία Θέκλα) je název pro pozůstatky byzantského (ortodoxního) kostela, který se nachází na kopci jižně od města Silifke v jižním Turecku. Jedná se o významnou kulturní památku a dříve i o poutní místo.

## Podoba

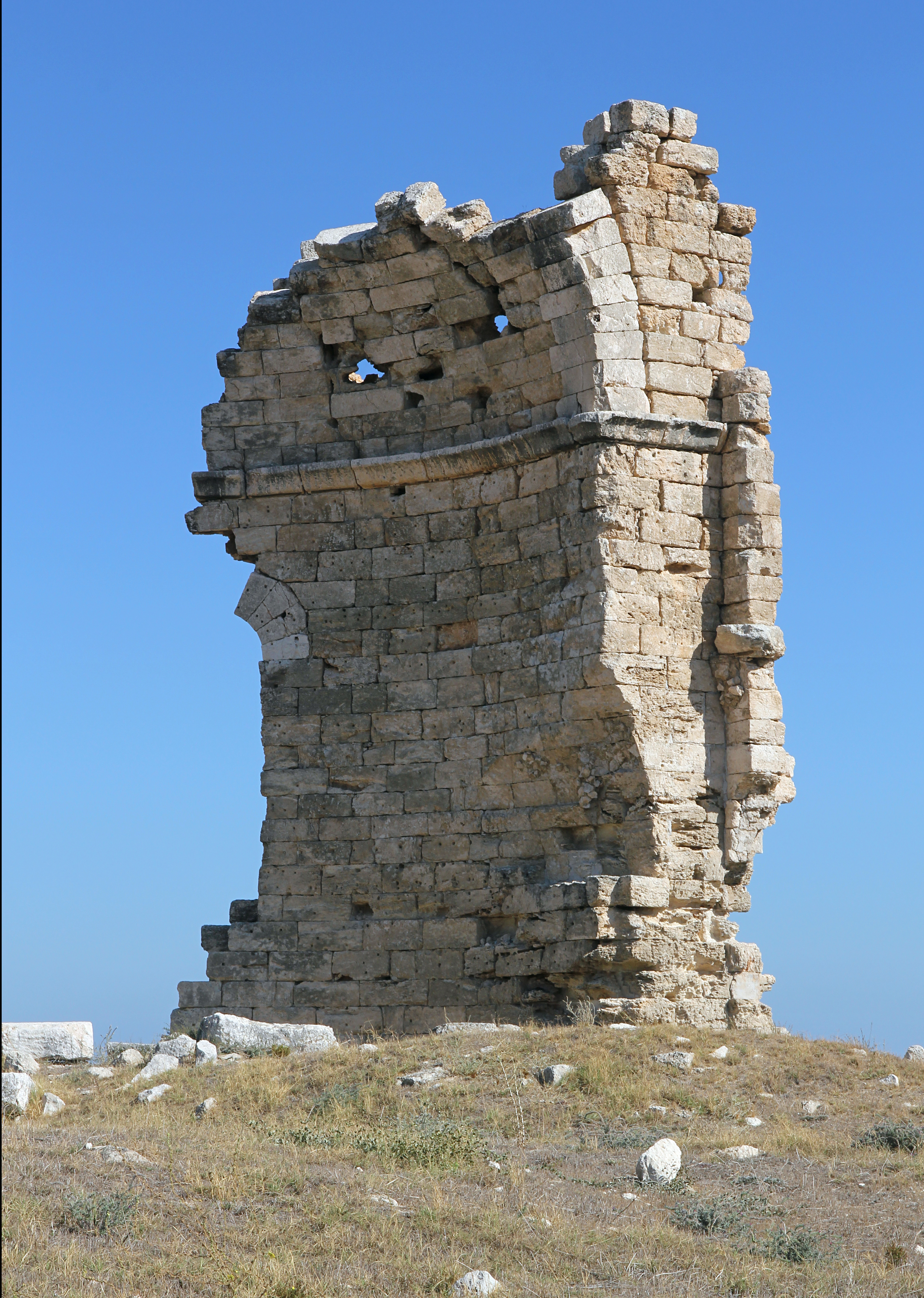
Jediná do současné doby dochovaná část stavby.

Přesná podoba stavby není do současné doby známá. Předpokládá se, že se jednalo o trojlodní baziliku, ke byly jednotlivé lodě oddělené řadami sloupů patnáct v každé řadě). Celá stavba měla rozměry cca 70 × 40 m a byla jednou z největší svého druhu ve své době na území Anatolie. Předsazená ji byla chrámová předsíň. Na druhé straně chrámu se nacházela apsida, jejíž část se jako jediná do současnosti dochovala. Velikost chrámu byla definována rozměry samotného návrší, kterému se musela přizpůsobit. Součástí stavby byla také krepidóma.
Podzemní kostel vznikl úpravou původní jeskyně. Vzhledem k výstavbě velké baziliky v 5. století byla z důvodu stability nového kostela část původní jeskyně zasypána. Již upravovaný podzemní prostor doznal své finální podoby.

## Historie
Chrám byl zasvěcen svaté Tekle, která byla v rané křesťanské církvi následovkyní apoštola Pavla. V byzantském období se těšila velké oblibě. Údajně měla žít v jeskyni, která se v lokalitě současného kostela nacházela. Po její smrti se zde nacházelo tajné místo, v němž se setkávali křesťané ještě předtím, než bylo jejich náboženství v Římské říši legalizováno. Kult Tekly byl v období 5. století v Byzantské říši silný.[zdroj?] O výstavbě velkolepého svatostánku rozhodl východořímský (byzantský) císař Zenon, který vládl v období pádu Říma. Předpokládá se, že kostel byl zničen při zemětřesení v roce 526.
Z původní stavby se dochovala jen velmi malá část apsidy, částečně zůstala i původní jeskyně (která se nachází poblíž a byla upravena jako podzemní kostel) a vodní nádrž, kde se dochovaly byzantské sloupy. Cisterna (a případně další stavby) vznikaly postupně v různých časových obdobích.
Během období existence Osmanské říše považovali místní muslimové místo za spojené s pannou Marií. Proto odtud vznikl turecký název lokality, který zněl Meriamlik. V roce 1861 si ve svých zápiscích při cestě do Kilíkie název poznamenal cestovatel Victor Langlois.
V současné době se jedná o turisticky atraktivní lokalitu, populární mimo jiné také mezi věřícími turisty.